# Мешков, Игорь Николаевич
И́горь Никола́евич Мешко́в (род. 7 января 1936, Москва) — советский и российский учёный в области физики ускорителей, член-корреспондент РАН (1991), академик РАН (2019). Лауреат Государственной премии РФ (2001) за цикл работ «Метод электронного охлаждения пучков тяжёлых заряженных частиц». Мастер спорта СССР.

## Биография
Окончил физический факультет МГУ (1959) С 1959 года работал в Сибирском отделении АН СССР, старший лаборант, младший, старший, ведущий научный сотрудник, с 1986 по 1989 год — заведующий лабораторией Института ядерной физики.
Кандидат физико-математических наук (1970). Доктор физико-математических наук (1975)
Преподавал в Новосибирском государственном университете с 1963 года, профессор (1979), с 1984 по 1993 год — заведующий кафедрой общей физики. Преподавал также в Липецком политехническом институте, профессор, заведующий кафедрой физики. С 1998 по 2013 год — заведующий кафедрой электроники физических установок в МИРЭА, почётный работник МИРЭА. В настоящее время преподаёт на факультете прикладной математики — процессов управления Санкт-Петербургского государственного университета.
Директор Физико-технологического центра ИЯФ СО АН СССР в Липецке (1989—1993). В 1991 году избран членом-корреспондентом Российской академии наук
Главный инженер ОИЯИ (1998—2003), Дубна.
Занимается альпинизмом, участник ряда восхождений, имеет звание «Снежный барс» (1981)
В 2024 году награждён благодарностью Президента Российской Федерации за заслуги в развитии отечественной науки, многолетнюю плодотворную деятельность и в связи с 300-летием со дня основания Российской академии наук.

## Научные интересы
Фундаментальные результаты в области физики и техники ускорителей, физики плазмы, пучково-плазменного разряда, применения ускорителей заряженных частиц в промышленности.
Участник разработки метода электронного охлаждения, технологий с использованием пучков заряженных частиц в металлургическом производстве, по радиационно-химической очистке газов облучением электронными пучками.
Руководитель работ по созданию накопителя электронов и позитронов низкой энергии LEPTA.